# (27571) Bobscott
(27571) Bobscott est un astéroïde de la ceinture principale d'astéroïdes.

## Description
(27571) Bobscott est un astéroïde de la ceinture principale d'astéroïdes. Il fut découvert le 31 août 2000 à Socorro (Nouveau-Mexique) par le projet LINEAR. Il présente une orbite caractérisée par un demi-grand axe de 2,76 UA, une excentricité de 0,09 et une inclinaison de 6,9° par rapport à l'écliptique.